# SSS-eilanden
De SSS-eilanden, meestal Bovenwindse Eilanden genoemd, zijn drie eilanden tussen Anguilla en Saint Kitts en Nevis die tot het Koninkrijk der Nederlanden behoren: Sint Maarten, Saba en Sint Eustatius. De term in deze zin moet onderscheiden worden van de Bovenwindse Eilanden in ruimere zin, waarmee men een grotere groep eilanden van de Kleine Antillen aanduidt. 
Sint Maarten is een land binnen het Koninkrijk der Nederlanden, Saba en Sint Eustatius zijn sinds oktober 2010 als Caribisch openbaar lichaam een 'bijzondere gemeente' van Nederland geworden. De omgangstaal op de eilanden is Engels. Dit in tegenstelling tot de overige Caribische eilanden binnen het Koninkrijk, de ABC-eilanden of Benedenwindse Eilanden, waar Papiaments de omgangstaal is.

## Eilandgebied
Tussen 1951 en 1983 vormden de eilanden als het Eilandgebied de Bovenwindse Eilanden een bestuurlijke eenheid binnen het Nederlands-Antilliaanse staatsverband.
De gezaghebber van het eilandgebied zetelde op Sint Maarten, maar werd op Saba en Sint Eustatius vertegenwoordigd door twee administrateurs. Het eilandgebied kende een eilandsraad van vijftien leden, waarvan er zes tevens gedeputeerden waren.
Het eilandgebied en zijn organen, zoals de eilandsraad en het bestuurscollege, waren onderverdeeld in drie zogenoemde afdelingen die een grote mate van zelfstandigheid kenden. In de praktijk hield dat in dat ieder eiland in feite een eigen eilandsraad van vijf leden (waarvan twee gedeputeerden) had. Men sprak dan bijvoorbeeld van "de eilandsraad van de Bovenwindse Eilanden, afdeling Saba".
Door een wijziging van de Eilandenregeling Nederlandse Antillen (ERNA), werd op 1 april 1983 het eilandgebied opgesplitst in drie aparte eilandgebieden.